# Народная судебная палата

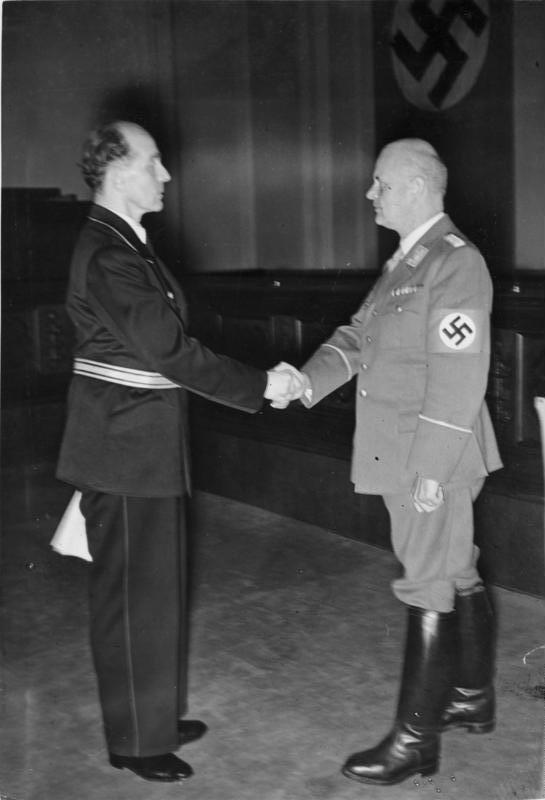
Два председателя Народной судебной палаты: слева направо — Роланд Фрейслер (1942—1945) и Отто Тирак (1936—1942). Август 1942

Наро́дная суде́бная пала́та (нем. Volksgerichtshof) — чрезвычайный судебный орган нацистской Германии.
Создан декретом от 24 апреля 1934 года вскоре после Лейпцигского процесса как чрезвычайный суд, занимавшийся рассмотрением дел о государственной измене, шпионаже и других политических преступлениях. Члены суда назначались Адольфом Гитлером на пятилетний срок.

## Состав
Палата состояла из председателя (präsident), председателей судебных составов (senatspräsident) и советников палаты. 

## Действие судебного органа
По одним данным, к началу Второй мировой войны палата осудила около 225 тыс. человек в общей сложности к 600 тыс. лет лишения свободы, а смертных приговоров вынесла более 5 тыс.
По другим данным, за весь период действия палаты ею были рассмотрены дела в отношении 15,7 тыс. человек, из которых 5,3 тыс. были приговорены к смертной казни, а 1,3 тыс. человек — оправданы.
22 февраля 1943 состоялся процесс над активистами мюнхенского студенческого Сопротивления «Белая роза» под председательством Роланда Фрейслера, который вынес им смертные приговоры.
В Первом отделении суда рассматривались дела участников Заговора 20 июля 1944 года.

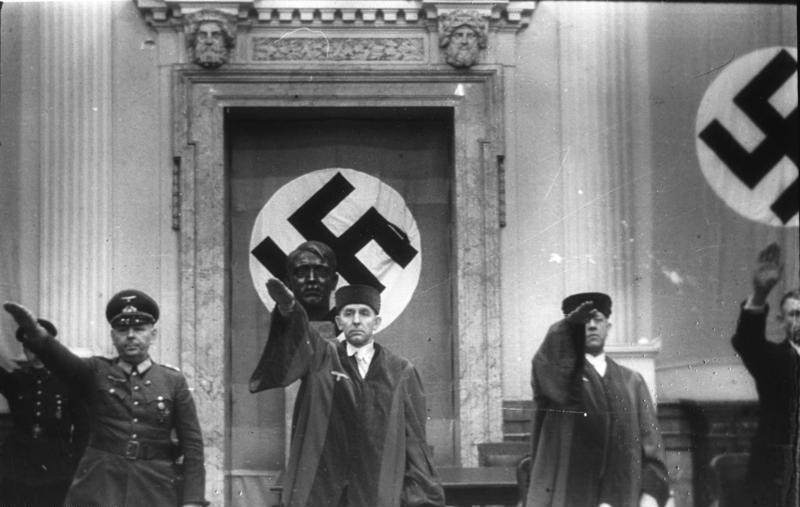
Заседание НСП по делу о заговоре 20 июля 1944. Слева направо: Герман Райнеке, Роланд Фрейслер, Эрнст Лауц

## Руководители суда
- Фриц Рен (13 июля — 18 сентября 1934)
- Вильгельм Брунер (1934—1936)
- Отто Тирак (1936—1942)
- Роланд Фрейслер (20 августа 1942 — 3 февраля 1945)
- Вильгельм Кроне (и. о., 3 февраля — 12 марта 1945)
- Гарри Хаффнер (12 марта — 24 апреля 1945)